# Primnoella australasiae
Primnoella australasiae is een zachte koraalsoort uit de familie Primnoidae. De koraalsoort komt uit het geslacht Primnoella. Primnoella australasiae werd in 1850 voor het eerst wetenschappelijk beschreven door Grey. 